# Harald Lunelund
Harald Wilhelm Lunelund, född 27 juli 1882 i Viborg, död 17 februari 1950 i Helsingfors, var en finländsk fysiker.
Lunelund undervisade 1906–1922 i olika repriser i matematik och fysik vid flera svenskspråkiga läroverk i Helsingfors och vid Kadettskolan. Åren 1908–1910 studerade han matematik och fysik i Göttingen. Han forskade i Zeemaneffekten och skrev sin doktorsavhandling om detta ämne. Några år senare, 1914, vistades han i Aachen hos sedermera Nobelpristagaren Johannes Stark och deltog i dennes undersökningar, som ledde till upptäckten av Starkeffekten.
Lunelund blev 1912 assistent i fysik vid Helsingfors universitet och avlade filosofie doktorsexamen 1914. Han blev docent 1914 och 1930 e.o. professor. Från 1922 ägnade han sig åt meteorologi och undersökte speciellt värmebalansen i naturen i Finland; på detta område gjorde han en banbrytande insats.